# Tectito

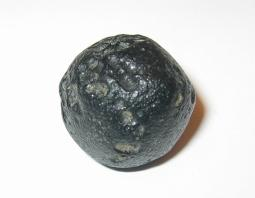
Tectito negro

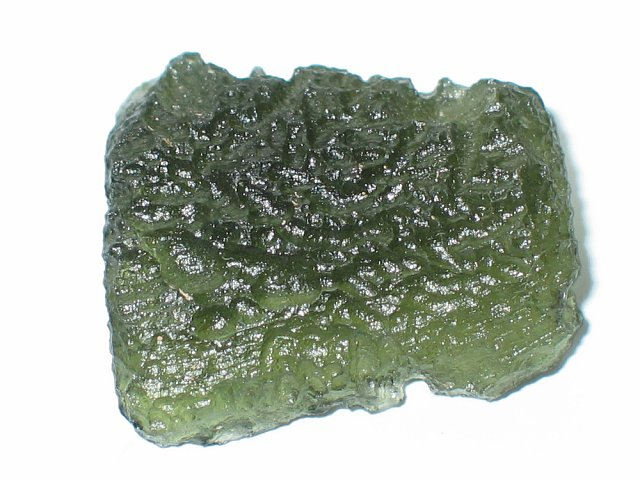
Moldavito

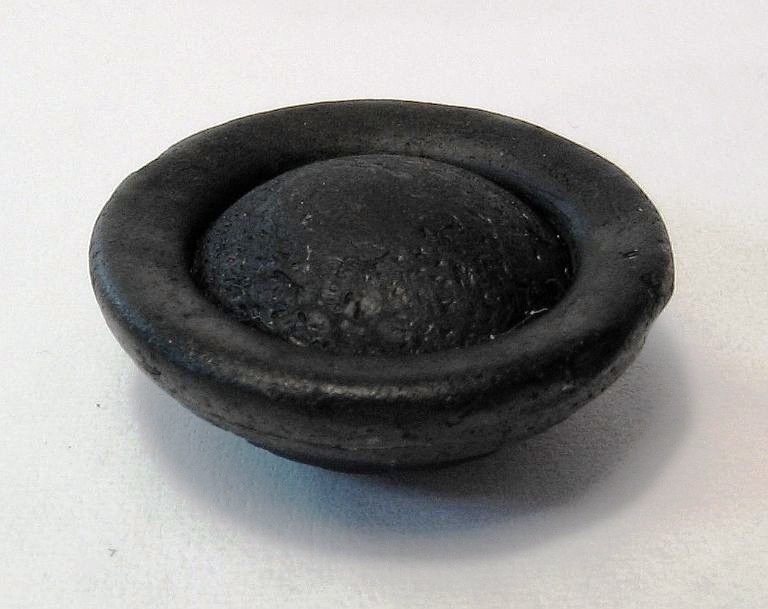
Australito com forma mais aerodinâmica

Tectito (do grego tektos, fundido), também tectite ou tectita, á a designação dada em petrologia a pequenas rochas de vidro com dimensões de até alguns centímetros que se crê terem sido formadas na sequência de impactos de grandes meteoroides com a superfície da Terra.

## Formação
Com o impacto, os materiais terrestres são fundidos e projetados a distâncias de até centenas de quilómetros, arrefecendo e solidificando durante o seu trajeto no ar. Apesar de um impacto de um meteorito ser necessário à sua formação, os tectitos são formados a partir de material terrestre e não de materiais extraterrestres, como frequentemente é dito. Têm cor negra ou verde translúcida, com formas variáveis, incluindo, aerodinamicamente arredondados,  discoid, gota, halter ou irregular.
Os tectitos são designados com base no local em que foram encontrados e estão associados a uma cratera de impacto. Como exemplo, os tectitos encontrados na República Checa são chamados moldavitos e estão associados à Cratera de Nördlingen. 
Atualmente são conhecidos em todo o mundo quatro campos de dispersão de tectitos, mas apenas três deles foram associados a uma dada cratera.
Indicam-se abaixo alguns tipos de tectitos, agrupados nos quatro campos de dispersão conhecidos:
- Campo de dispersão europeu (cratera de Nördlinger, Alemanha, idade: 15 milhões de anos):
  - Moldavitos (República Checa, verdes)
- Campo de dispersão australasiático (sem cratera associada identificada; mas veja-se cratera de Wilkes Land):
  - Australitos (Austrália, escuros, sobretudo pretos)
  - Indochinitos (Sudeste Asiático, escuros, sobretudo pretos)
  - Chinitos (China, pretos)
- Campo de dispersão norte-americano  (Cratera de impacto da Baía de Chesapeake, Estados Unidos, idade: 34 milhões de anos):
  - Bediasitos (Estados Unidos, Texas, pretos)
  - Georgiaítos (Estados Unidos, Geórgia, verdes)
- Campo de dispersão da Costa do Marfim (cratera do Lago Bosumtwi, Gana, idade: 1 milhão de anos):
  - Ivoritos (Costa do Marfim, pretos)

Tal como a obsidiana, também os tectitos foram utilizados desde há milhares de anos no fabrico de utensílios, e em usos decorativos e rituais. Os impactos de meteoritos produzem também os chamados vidros de impacto. Porém, ao contrário do que sucede com os tectitos, estes não são projetados para longe da cratera, permanecendo antes nesta.